# Stazione di Casacalenda-Guardialfiera
La stazione di Casacalenda-Guardialfiera è una stazione ferroviaria, posta lungo la ferrovia Termoli-Campobasso, a servizio dei comuni di Casacalenda e Guardialfiera.

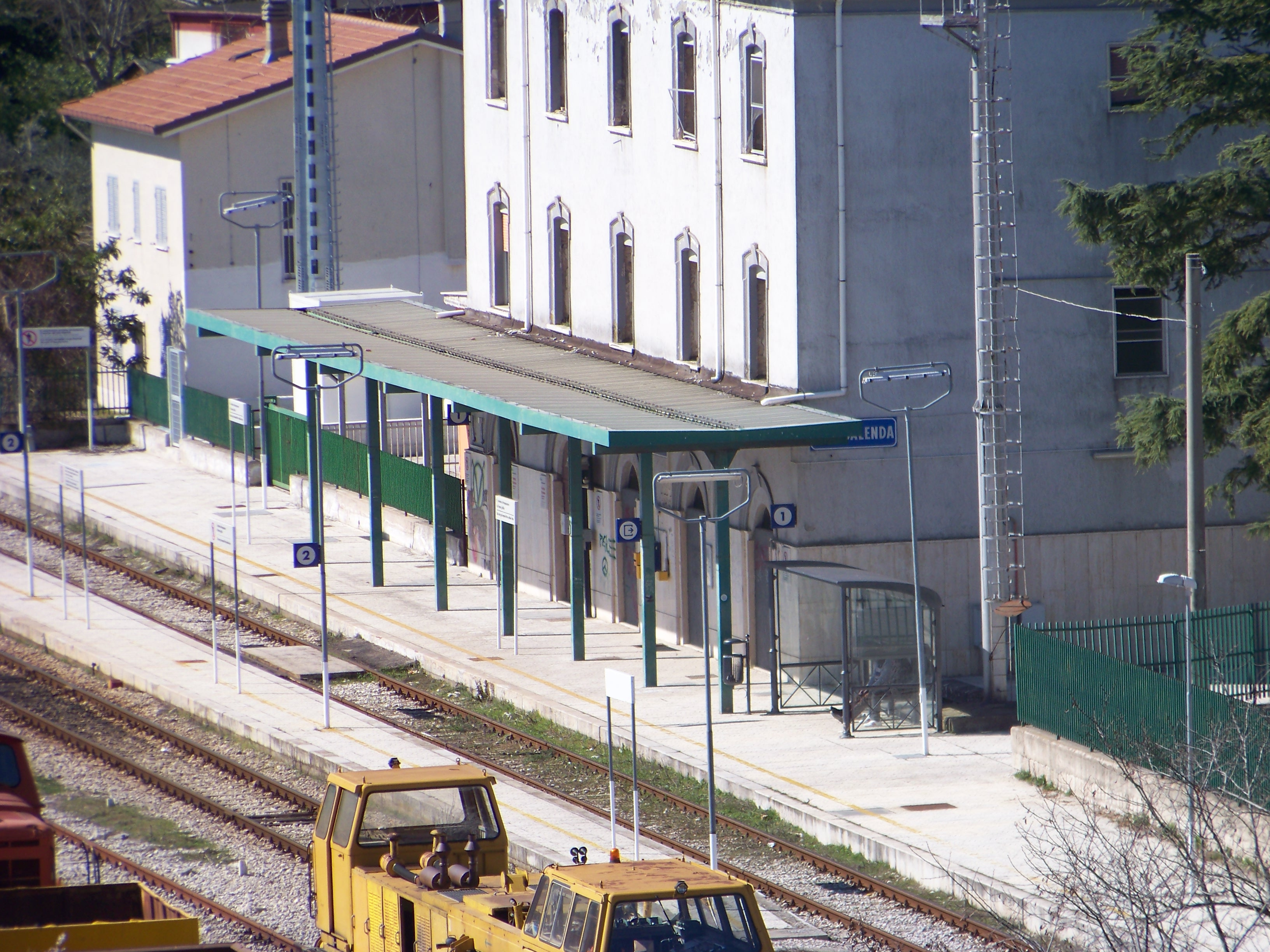
Uno scorcio della stazione